# JUSCO

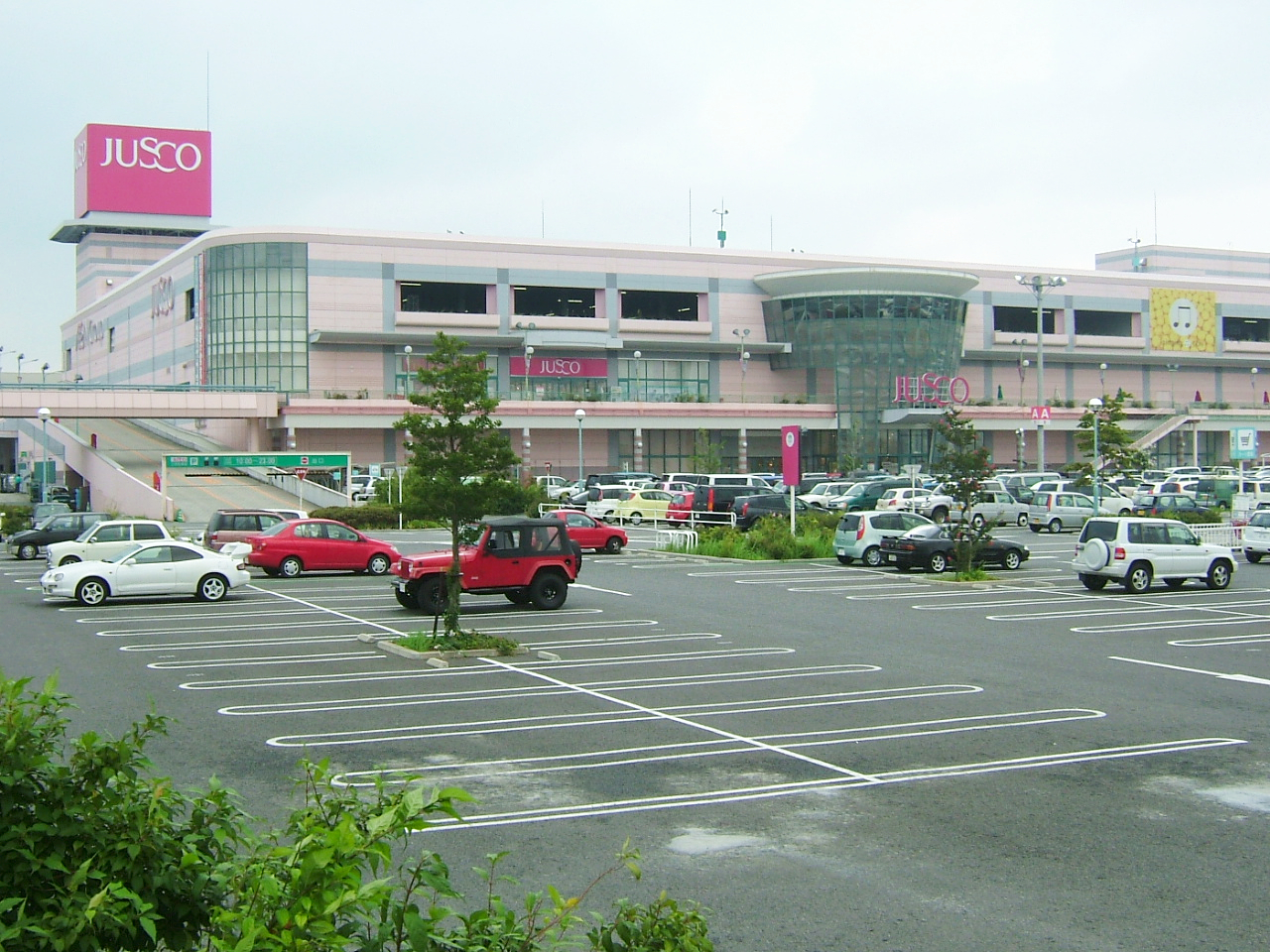

JUSCO(저스코, ジャスコ 자스코[*])는 한때 이온 그룹이 운영했던 슈퍼마켓 브랜드이다. 이온의 주력 브랜드로, 일본에서 40여년간 운영해오다, 2011년 3월 1일에 SATY와 합병하여 이온으로 바뀌었다. 이후 중국과 말레이시아에서 기존 브랜드를 계속 사용하다, 2013년 3월에 이온 브랜드로 전환을 마쳤다.
일본 내에서 라이센스를 취득하여 7개 점포를 운영하고 있다.